# Mitchell Point
Der Mitchell Point ist eine Landspitze im Osten der Brabant-Insel im Palmer-Archipel westlich der Antarktischen Halbinsel. Sie markiert die südliche Begrenzung der Einfahrt zur Hill Bay.
Luftaufnahmen, welche die Hunting Aerosurveys Ltd. zwischen 1956 und 1957 anfertigte, dienten 1959 einer Kartierung. Das UK Antarctic Place-Names Committee benannte sie 1960 nach dem US-amerikanischen Chirurgen Silas W. Mitchell (1829–1914), Begründer der Neurologie in den Vereinigten Staaten.